# 高台镇 (湄潭县)
高台镇，是中华人民共和国贵州省遵义市湄潭县下辖的一个乡镇级行政单位。

## 行政区划
高台镇下辖以下地区：
高台社区、高台村、三联村、天河村、金塘村、陶仪村、窑上村和河江村。